# Lieferinger Hügel
Der Lieferinger Hügel, auch Grafenhügel, Bühel von Liefering, Franzosenhügel bzw. Franzosenschanze genannt, ist die höchste Erhebung im Ortsteil Liefering der Stadt Salzburg. Der nur 12 m hohe Hügel hat eine Fläche von 5,6 Hektar und liegt südwestlich der Lieferinger Pfarrkirche. Er besteht geologisch gesehen aus Zementmergel bzw. aus Mergelkalken und Sandsteinen. Nördlich setzt sich der Hügel nach einer leichten Senke in einer weiteren, an der höchsten Stelle nur 1 Meter niedrigeren Erhebung fort, die örtlich als Brandlbichl oder Brandlbühel bezeichnet wird und auf der unter anderem die Kirche mit dem umgebenden Friedhof steht.

## Geschichte, Topografie und Bauten
Die Bezeichnung „Grafenhügel“ leitet sich von einem Flurnamen ab. Die dort liegenden Felder gehörten zum Lechner- oder Grafengut, das 1727 bis 1792 im Besitz der Grafen Arco war. Später wurde das Lechnergut in „Baldehof“ bzw. „Grafengut“ umbenannt. Der Hof blieb 300 Jahre lang ein landwirtschaftlicher Betrieb. 1889 wurde er von der Kongregation der Barmherzigen Schwestern erworben. Seit 1993 wird er als Pfarrhof der alten Pfarre Liefering und seit dem Jahr 2000 als überregionales Pfarrzentrum genutzt. Heute ist der Name „Am Grafenhügel“ lediglich die Adresse von zwei Häusern an einem kurzen Straßenstück, das unmittelbar vor der Privatzufahrt zum Franzosenhügel von der Törringstraße nach links abzweigt. Es ergibt sich daraus auch eine Verbindung zu den Grafen von Törring, den langjährigen Erbkämmerern des Erzstiftes Salzburg, mit Sitz in der Hofmark Törring, nördlich des Waginger Sees. Am Grafenhügel befindet sich auch die Baillou-Villa.
Während der nationalsozialistischen Herrschaft existierte beim Lieferinger Hügel das Lager Grafenhügel, ein Lager für Zwangsarbeiter, die beim Bau des in einiger Entfernung befindlichen Kraftwerks Rott an der Saalach sowie der nächstgelegenen Eisenbahnlinie eingesetzt wurden.

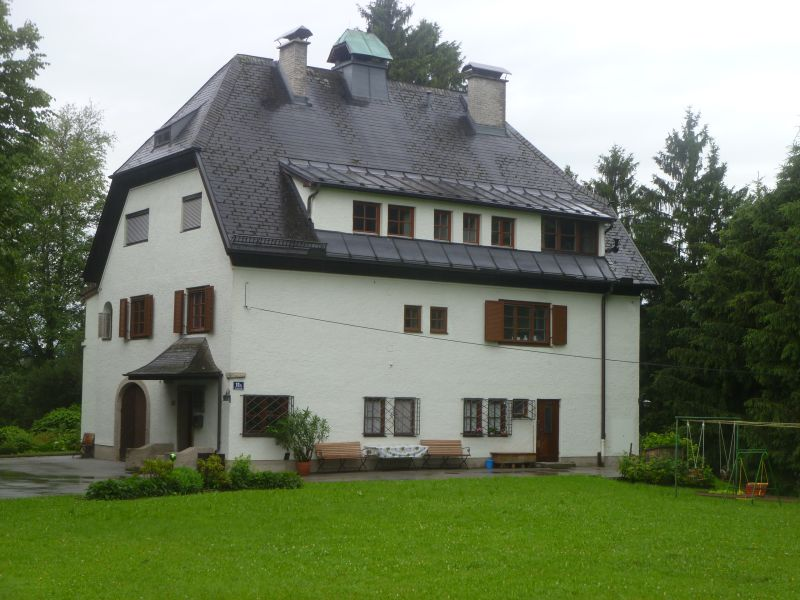
Baillou-Villa am Grafenhügel

Die Bezeichnung „Franzosenhügel“ ist ebenfalls ein Flurname und erinnert an die Schlacht am Walserfeld vom 12. bis 14. Dezember 1800. Auf dem von Felsgestein durchzogenen Hügel befanden sich die Artilleriestellungen des österreichischen Heeres in einem südwestlichen Bogen bis zum Kleßheimer Schlosspark; ebenso war hier die Redoute (Feldherrnhügel) der österreichischen Truppen. Bei der Schlacht am Walserfeld zwischen Österreich und den napoleonischen Truppen war auch der Grafenhügel in Liefering heftig umkämpft. Heute liegt hier der Kinderspielplatz Brandelbühel. Die Geländebeschaffenheit wird als Rampe für eine Hügelrutsche und eine Rodelabfahrt genutzt.
1816 fand laut mündlicher Überlieferung ein Einwohner von Liefering unbekannten Namens in einem verfallenen Schanzengraben des Franzosenhügels Geld, welches vermutlich von geflüchteten Einwohnern dort vergraben worden war. Den gefundenen Geldbetrag verwendete er zum Ankauf des Grundes vom Leopachergut und für den Aufbau eines Hauses; heute ist daraus der in einiger Entfernung gelegene Gasthof Kohlpeter geworden.
Törringstraße

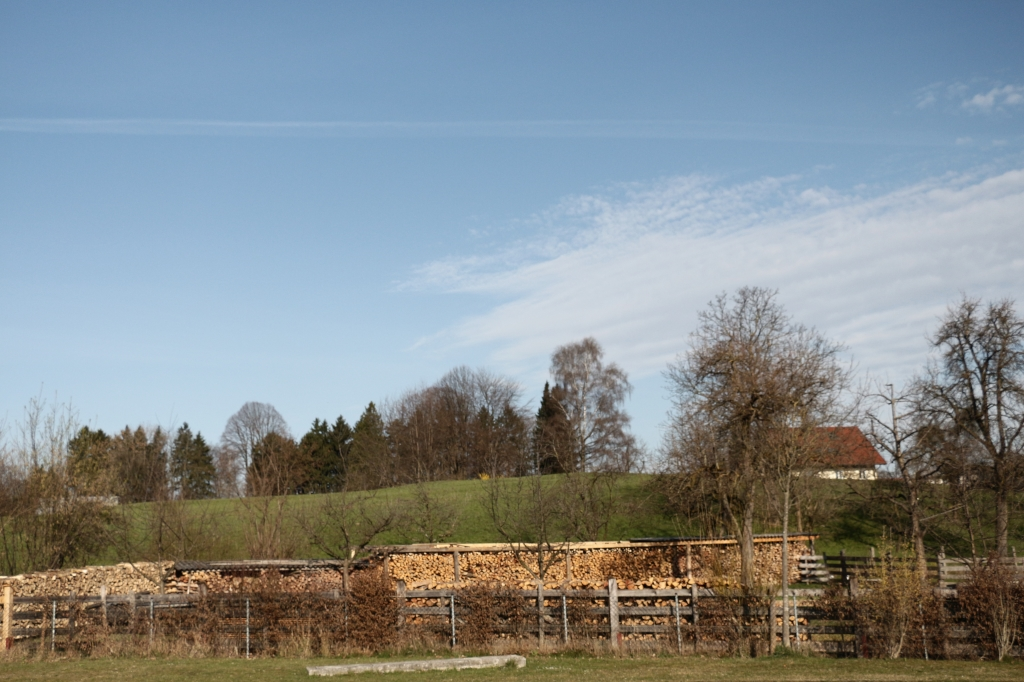
Lieferinger Hügel von Osten

Begrenzt wird der Lieferinger Hügel an drei Seiten von der Törringstraße, die im Norden einige Höhenmeter ansteigt und über die leichte Senke führt, welche den Lieferinger Hügel und den benachbarten Hügel mit der Lieferinger Kirche verbindet. Im Osten liegen wenige Meter abseits des Hügels die Westautobahn (A1) bzw. der westliche Teil von ihrer Untertunnelung (Lieferinger Tunnel, errichtet 2001, seit 2004 mit dem darüber befindlichen Tunnelspielplatz) sowie die Lieferinger Hauptstraße.
Am Beginn der Törringstraße auf der Nordseite befindet sich der Fischerbrunnen. Der Brunnen wurde von der Lieferinger Fischerinnung 1919 geschaffen und, nachdem er 1938 dem Bau der Autobahn zum Opfer gefallen war, 1952 wiedererrichtet. 1973 wurde er umgebaut und an seine heutige Stelle am Beginn des gemeinsamen Anstiegs zum Lieferinger Hügel und zum Hügel der Lieferinger Kirche versetzt.
Unweit des Brunnens befindet sich nach dem Zugang zum Friedhof das Peter Pfenninger-Haus, das Vereinshaus der Lieferinger Fischer, welches bis zu seinem Erwerb durch die traditionelle Vereinigung im Jahr 1959 als Pfaffenhäusl oder Wörndlgut firmierte. Das Haus wurde 1975 neu errichtet und 1990 erweitert. Es dient heute auch als Unterkunft für andere Traditionsvereinigungen. Die Fassade schmückt ein Bild des Salzburger Malers Wilhelm Kaufmann.

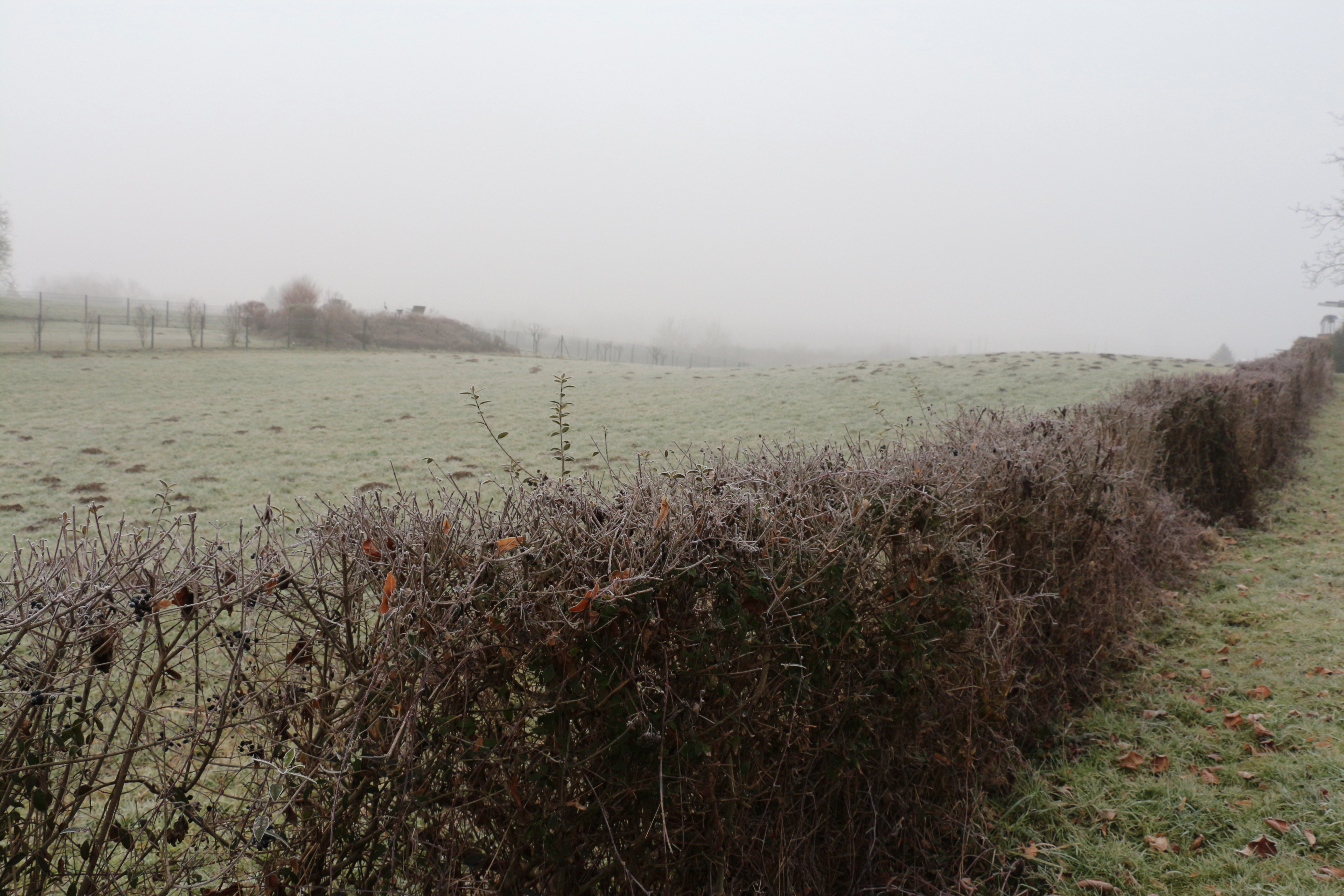
Der Lieferinger Hügel im Winter
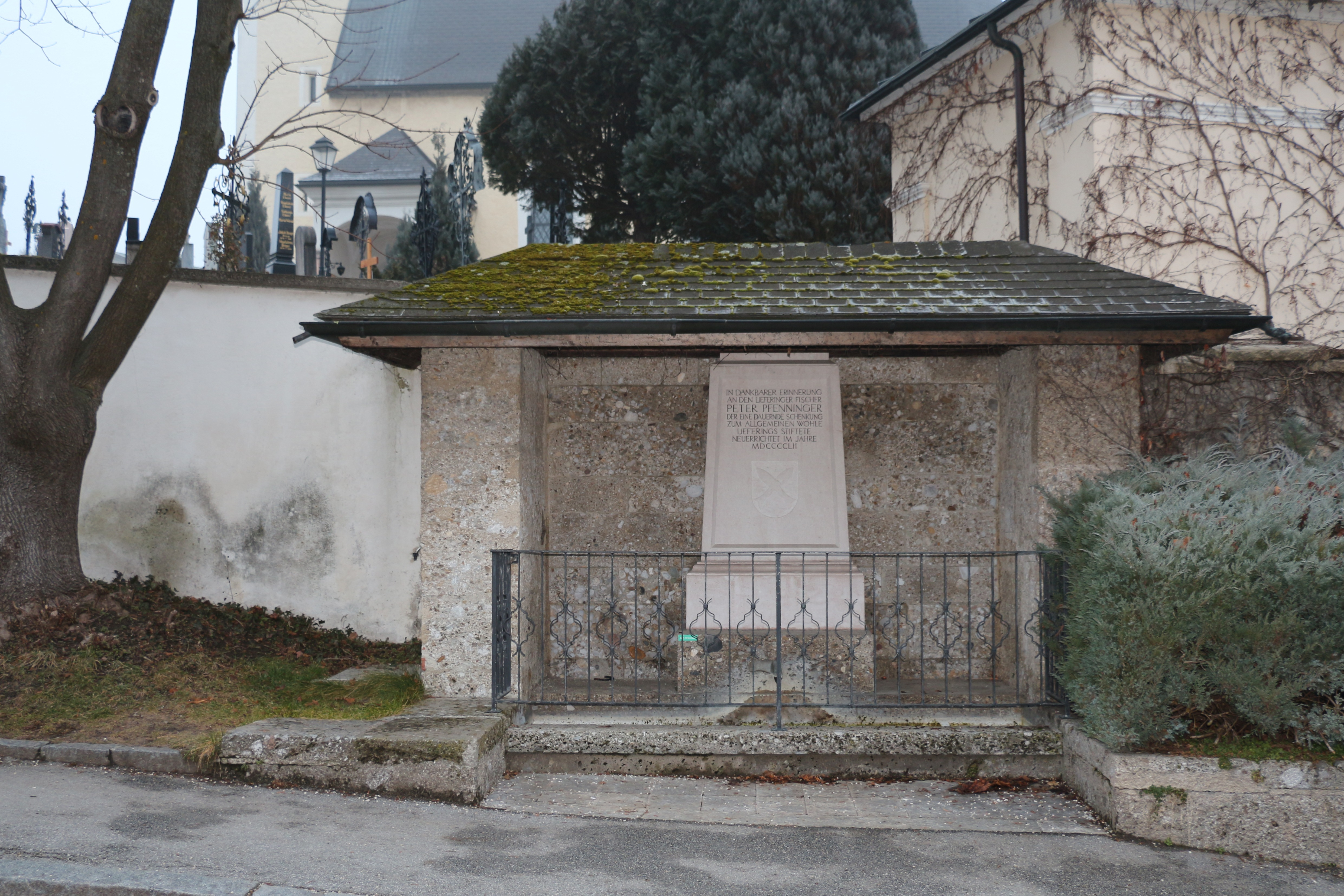
Fischerbrunnen
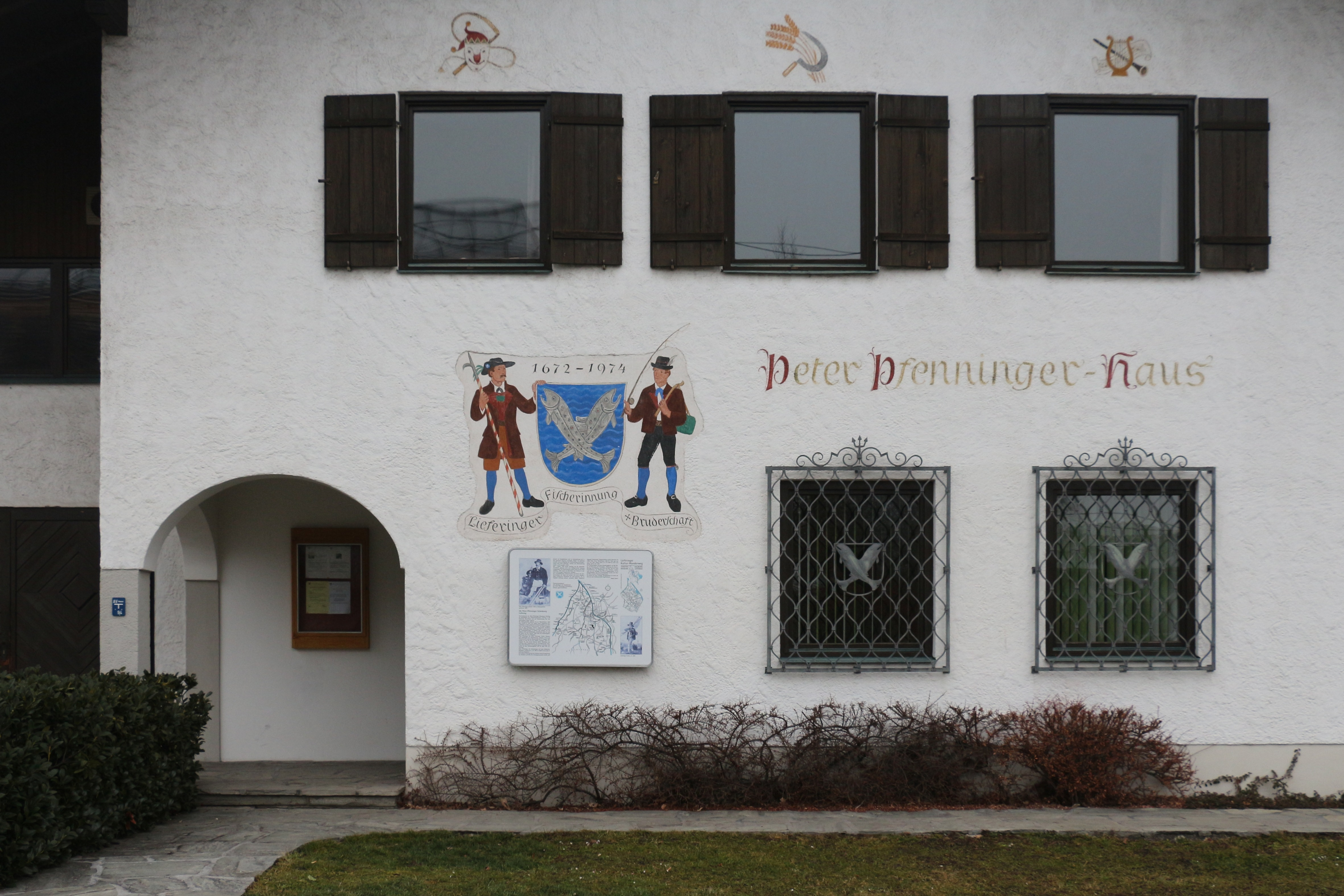
Peter Pfenninger-Haus
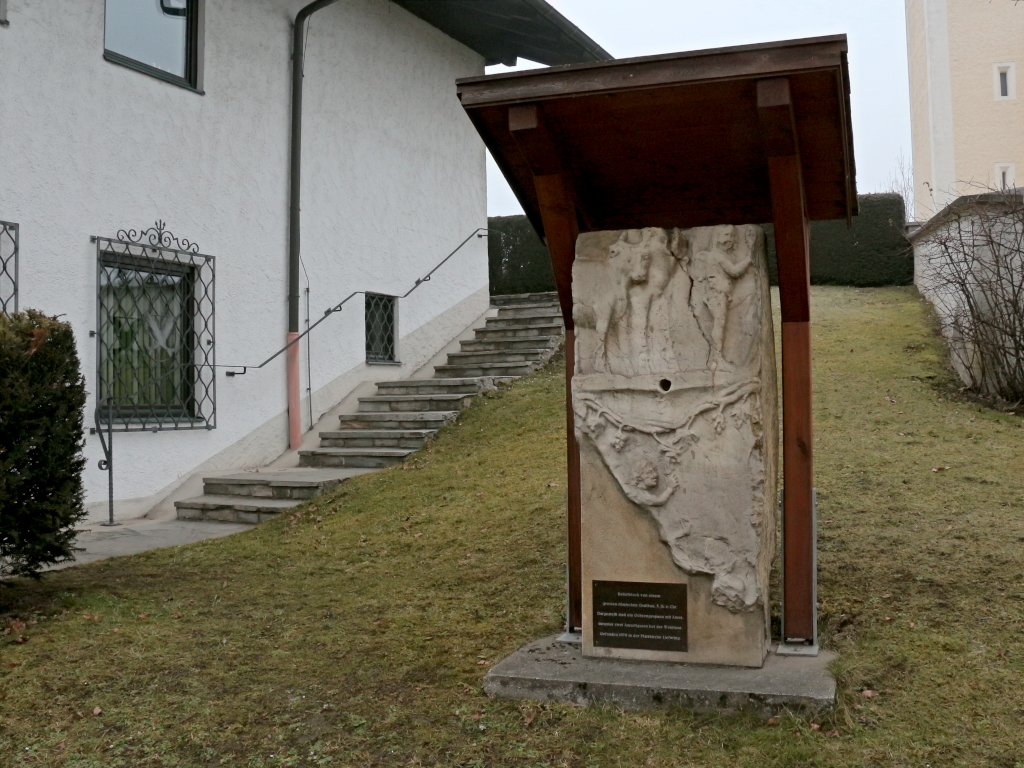
Römisches Grabrelief

Anschließend an das Peter Pfenninger-Haus liegt in Richtung Anhöhe die Volksschule Liefering, auf deren Fassade sich ebenfalls eine Wandmalerei von Wilhelm Kaufmann befindet.
Neben dem Fischerhaus steht an der Törringstraße der Abguss von dem Teil eines römischen Grabreliefs aus dem 3. Jahrhundert n. Chr., der 1979 in der nächstgelegenen Pfarrkirche gefunden wurde. Das Original des sogenannten Römersteins befindet sich im Salzburg Museum. Das Relief zeigt „ein Ochsengespann mit Amor, darunter zwei Amorfiguren bei der Weinlese“.
Der südliche Hang des Lieferinger Hügels entlang der Törringstraße und die davor befindlichen Wiesenflächen bis zur Bahnstrecke Salzburg-Rosenheim mit der nahe gelegenen S-Bahn-Station Salzburg Liefering sind vom Land Salzburg als Hegegebiet ausgewiesen, das von der Allgemeinheit nicht betreten werden soll.